# 라틴 타악기
라틴 타악기(영어: Latin percussion)는 라틴 음악에 사용되는 타악기들의 총칭이다.
주로 쿠바계의 타악기를 가리킨다. 그 주된 것은 콩가(별명 툼바돌라. 몸통은 목제이고, 세로로 긴 통가죽의 북), 봉고(콩가를 작게 한 북. 2개가 옆으로 연결되어 있는 것), 팀발레스(몸통은 금속제이고 통가죽의 북 2개를 옆으로 연결하여 스탠드에 세운 것), 마라카스(과실 껍데기 속에 모래 같은 것을 넣고 자루를 단 것 2개를 양손에 쥐고 흔든다), 클라베스(딱따기와 비슷한 악기), 귀로(눈금이 새겨진 나무 또는 과실 껍데기를 가는 막대기로 비빈다) 등이 있다.

## 예시
- 귀로
- 레인스틱(원명은 팔로 데 유비아[Palo de Lluvía])
- 레코레코
- 마라카스
- 바타 북
- 봄보 크리오요
- 봉고
- 아고고
- 카바사
- 카우벨
- 카혼
- 콩가
- 클라베
- 팀발레스